# 데포르테스 테무코
데포르테스 테무코(Deportes Temuco)는 칠레 테무코를 연고로 하는 축구팀이다. 이 팀은 1960년에 창단되었으며, 현재 프리메라 B에 참가하고 있다.

## 선수 명단

### 현역
- 예르코 우라(2021, 2023 ~ )
- 파비안 누녜스(2023 ~ )
- 루이스 아세베도(2023 ~ )

## 역대 감독
| 감독        | 임기 |
| ----------- | ---- |
| 카예타노 레 | 1992 |

틀:데포르테스 테무코 선수 명단